# آزون
آزون هي كومونا (بلدية) في مقاطعة بيرغامو في منطقة لومبارديا الإيطالية وتقع على بعد حوالي 90 كيلومتر (56 ميل) شمال شرق ميلانو وحوالي 45 كيلومتر (28 ميل) شمال شرق بيرغامو فاعتبار من تاريخ 31 ديسمبر 2004 قد بلغ عدد سكانها 458 نسمة وتبلغ مساحتها 16.8 كيلومتر مربع (6.5 ميل2) . 
وتقع آزون على حدود البلديات التالية: أنجولو تيرمي و بورنو و كولير و شيلباريو و فيلمينور دي سكالف .